# Ragnarok
A Ragnarok a feröeri Týr zenekar harmadik albuma. 2006. szeptember 22-én jelent meg. A  lemez központi témája a Ragnarök, az istenek alkonya (világvége a skandináv mitológiában).
Az albumot a Týrtől megszokotthoz képest viszonylag új, erősebb, mélyebb hangszín jellemzi. Sok instrumentális és feröeri nyelven énekelt szám is színezi az albumot. A 16 szám 8 különböző részre van osztva, mindegyiknek saját instrumentális bevezetője van és római számokkal jelölték a tájékozódás végett. Az Eric the Redhez képest sokkal bonyolultabb, több melodikus illetve több progresszív elemet is tartalmaz. Heri Joensen gitáros szerint „a dalok fele maga a szöveg és a mi esetünkben a viking világ illusztrálása jelenik meg ezeken keresztül, szóval igyekszünk minél jobban odatenni ezeket a dolgokat a zene mellé.”

## Számok listája
1. The Beginning (instrumentális) – 5:07
2. The Hammer of Thor – 6:39 (angolul)
3. Envy (instrumentális) – 1:10
4. Brother's Bane – 5:00 (angolul)
5. The Burning (instrumentális) – 1:56
6. The Ride to Hel – 6:12 (angolul)
7. Torsteins Kvæði – 4:55 (feröeriül)
8. Grímur Á Miðalnesi – 0:56 (feröeriül)
9. Wings of Time – 6:25 (feröeriül) (angolul)
10. The Rage of the Skullgaffer (instrumentális) – 2:01
11. The Hunt – 5:47 (angolul)
12. Victory (instrumentális) – 0:58
13. Lord of Lies – 6:03 (angolul)
14. Gjallarhornið (instrumentális) – 0:27
15. Ragnarok – 6:32 (feröeriül) (angolul)
16. The End (instrumentális) – 0:37
17. Valkyries Flight (instrumentális bónusz dal)
18. Valhalla (bónusz dal) (angolul)

## Külső hivatkozások
- Hivatalos honlap
- dalszövegek
- Jónás Zsolt: Tyr: Ragnarok (CD), Ekultúra (magyar)